# Ixora moszkowskii
Ixora moszkowskii är en måreväxtart som beskrevs av Cornelis Eliza Bertus Bremekamp. Ixora moszkowskii ingår i släktet Ixora och familjen måreväxter. Inga underarter finns listade i Catalogue of Life.